# Simão Costa
Simão Pedro Gonçalves Figueiredo Costa Rosa (Amadora, 7 de setembro de 1975) foi um futebolista profissional português que atualmente exerce as funções de treinador.

## Biografia
Passou a sua infância entre Mértola, no Alentejo, e Amadora, cidade onde começou a jogar futebol em 1987 nas camadas jovens do Estrela da Amadora.
Entre 1989 e 1991, também em idade de formação, experimentou competir em futsal, tendo representado as cores do FC São Brás. No ano seguinte, voltou ao futebol de onze com a camisola do GD Ramilux.
Em 1992, ruma à Suíça onde permanece por três épocas representando o FC Moutier (1991/1992) e o Neuchâtel Xamax	(1992 a 1994).
De volta a Portugal, Simão Costa nunca parou por mais de um ano nas diversas equipas onde jogou. Santa Clara (1995/1996), Seixal FC (1996/1997), Estrela de Vendas Novas (1997/1998), GD Peniche (1998/1999), Sintrense (1999/2000), CD Mafra (2000/2001), Olivais e Moscavide (2002/2003) e At. Malveira (2003/2004), época em que decidiu abandonar os relvados.
Pelo meio, uma incursão positiva na Coreia do Sul, ao serviço do Daejeon Hana Citizen (2002), onde venceu uma FA CUP, e, antes de representar o At. Malveira, ainda passou pelas divisões inferiores italianas com as cores do Isernia FC (2003/2004).
Depois da experiência na Ásia, o futebolista português ainda tentou o futebol britânico, tendo prestado provas no Oxford United e no Northampton Town, não tendo ficado.
Depois de alguns anos de inatividade, Simão Costa aproveitou para tirar cursos de treinador. Em 2016/2017, iniciou-se nessa função ao serviço dos suíços do Geneveys-sur-coffrane. Em 2018/2019 orientou o Saint Imier. Na época seguinte, liderou o balneário do FC Coffrane e, em 2020/2021, orientou a equipa sénior do FC Beroche Gorgier, tudo clubes de divisões inferiores do campeonato suíço.
Em 2022, atingiu o seu pico de carreira enquanto treinador, assinando contrato com a Seleção Maldiva de Futebol, enquanto treinador-adjunto do selecionador italiano Francesco Moriero.